# Krupp-Hochhaus Geisweid

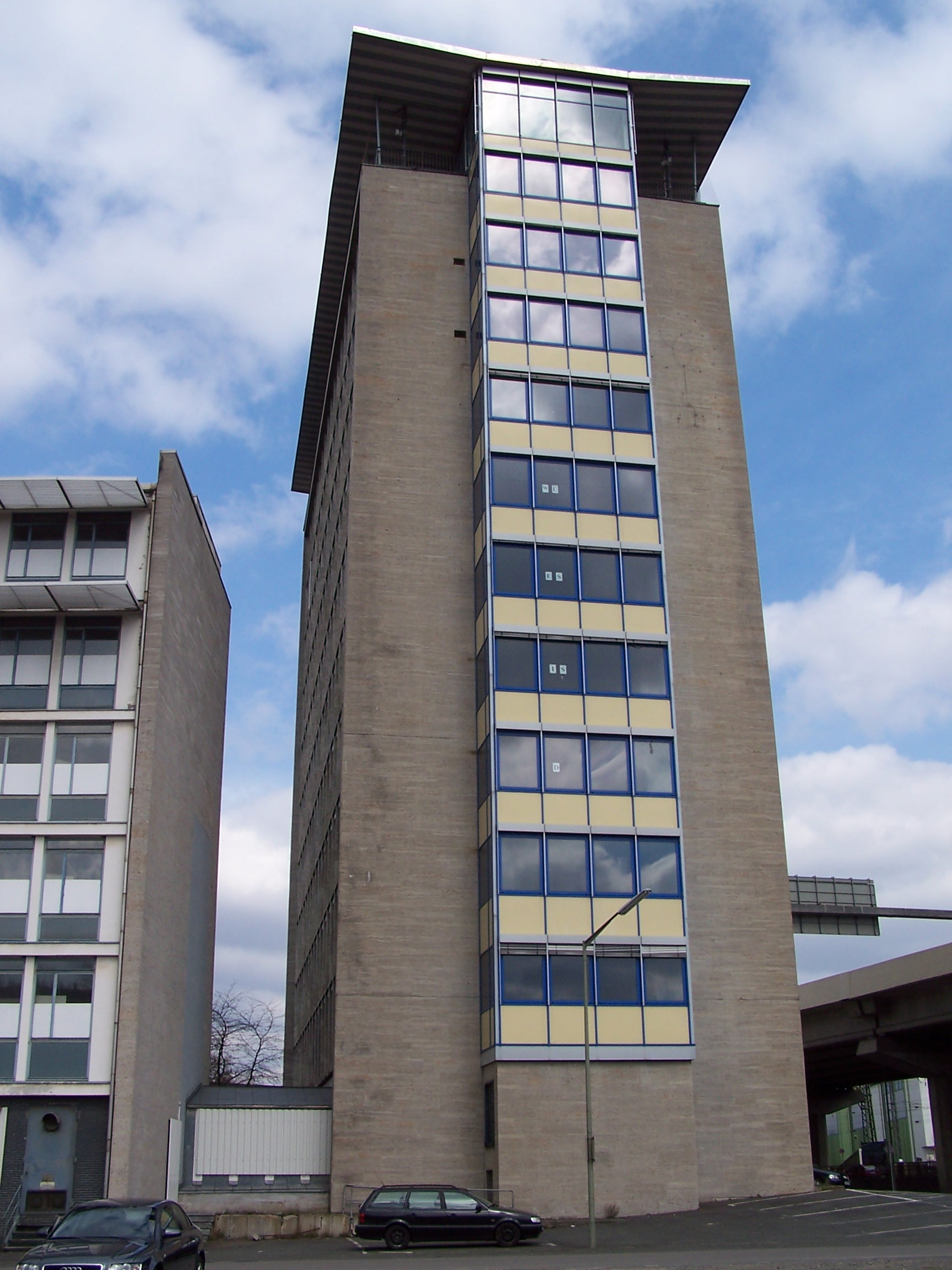
Krupp-Hochhaus, 2006

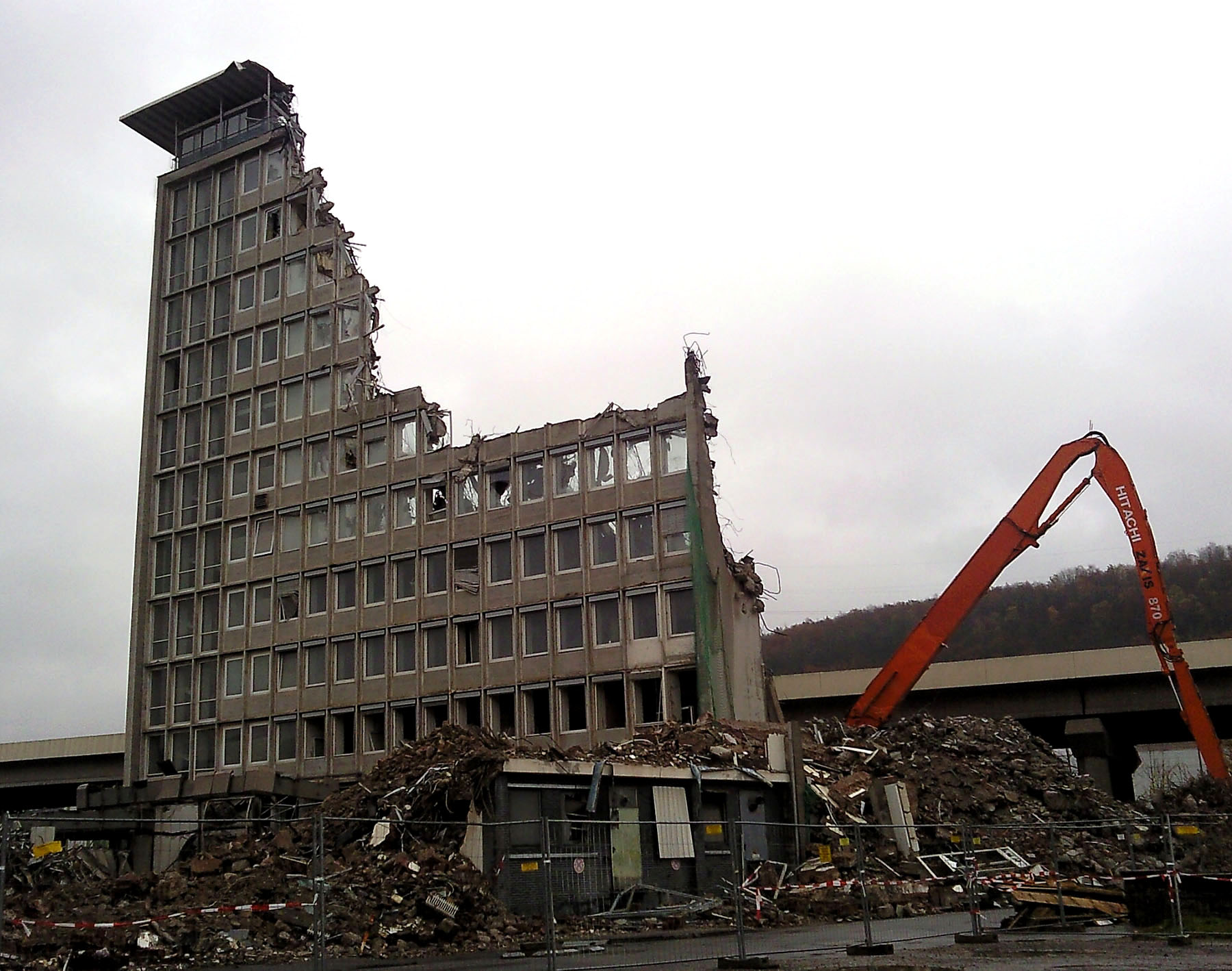
Hochhaus im Abriss

Das Krupp-Hochhaus Geisweid war das erste Hochhaus in Siegen und stand im Siegener Stadtteil Geisweid. Es wurde Mitte der 1950er-Jahre von dem damaligen, wirtschaftlich erfolgreichen Unternehmen Stahlwerke Südwestfalen AG als repräsentatives Verwaltungsgebäude errichtet und am 27. Januar 1957 bezogen. Das 14-stöckige Hochhaus wurde von den Siegener Architekten Köhne und Reichert geplant und galt als ein gutes Beispiel für die Bauentwicklung der Nachkriegszeit, weshalb es später unter Denkmalschutz gestellt wurde. 
Ab Mitte der 1970er-Jahre wurden die Stahlwerke Südwestfalen im Zuge der damaligen Stahlkrise von der Friedrich Krupp AG übernommen. Mit nachlassender Bedeutung des Werkes im Unternehmensverbund und sinkenden Mitarbeiterzahlen war auch weniger Bürofläche erforderlich, so dass das Gebäude ab Ende der 1990er-Jahre nach und nach immer weniger genutzt wurde. Seit Juni 2003 stand es leer.
Ein weiterer Grund für die Aufgabe des Gebäudes war, dass es nach fast 50 Jahren nicht mehr heutigen Sicherheitsanforderungen genügte, insbesondere hinsichtlich des Brandschutzes. Für die weitere Nutzung wäre eine teure Sanierung erforderlich gewesen, weshalb der Eigentümer von Grundstück und Gebäude, die ThyssenKrupp Real Estate GmbH, bei der Bezirksregierung Arnsberg einen Antrag auf Aufhebung des Denkmalschutzes und Abriss des Gebäudes stellte und diesen – nach einigem Hin und Her sowie nach einem Ortstermin aller Beteiligten – auch durch den damaligen Bauminister des Landes Nordrhein-Westfalen, Oliver Wittke, genehmigt bekam. Der Abriss erfolgte im November 2009.
Teile der Einrichtung des Gebäudes fanden anschließend andernorts Verwendung. So wurde der Heizkessel dem Förderverein Freibad Geisweid e.V übergeben, der ihn im Rahmen der durchzuführenden Modernisierung des Geisweider Freibades einsetzen will. Das Relief Ausschauende des Künstlers Hermann Kuhmichel, das bis zum Abriss im Foyer des Gebäudes untergebracht war, hat seinen neuen Standort mittlerweile im Rathaus Geisweid.